# Преступления против человечества

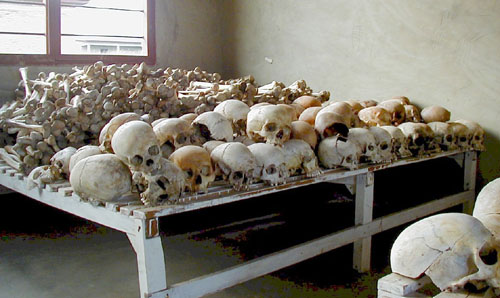
Кости жертв геноцида в Руанде

Преступле́ния про́тив челове́чества, или преступле́ния про́тив челове́чности (англ. crimes against humanity) — выделяемая в современном международном праве группа преступлений против жизни, носящих массовый характер.
Действующее определение преступлений против человечности дано в Римском статуте Международного уголовного суда.

## Возникновение термина
Временем появления термина «преступления против человечности» считается 24 мая 1915 года, день издания совместной декларации стран Антанты, посвящённой геноциду армян. В ней действия Османской империи характеризовались как «преступления против человечности и цивилизации».

## Определение в Уставе Международного военного трибунала
Устав Международного военного трибунала был составлен представителями стран антигитлеровской коалиции 8 августа 1945 года в Лондоне. Статья 6 Устава определяла преступления, подпадающие под юрисдикцию трибунала. К ним относились: преступления против мира (a), военные преступления (b) и преступления против человечества (c), а именно:
убийства, истребление, порабощение, ссылка и другие жестокости, совершенные в отношении гражданского населения до или во время войны, или преследования по политическим, расовым или религиозным мотивам в целях осуществления или в связи с любым преступлением, подлежащим юрисдикции Трибунала, независимо от того, являлись ли эти действия нарушением внутреннего права страны, где они были совершены, или нет.Статья 6 Устава Международного военного трибунала
Из подсудимых на Нюрнбергском процессе виновными в преступлениях против человечества были признаны 16 человек: Борман, Геринг, Заукель, Зейсс-Инкварт, Йодль, Кальтенбруннер, Кейтель, Нейрат, Риббентроп, Розенберг, Франк, Фрик, Функ, фон Ширах, Шпеер и Штрейхер.
Военные преступления и преступления против человечества, согласно соответствующим международным договорам, не имеют срока давности.

## Определение в Римском статуте преступлений против человечности
Римский статут, которым был учреждён Международный уголовный суд, вступил в силу 1 июля 2002 года. Он относит к юрисдикции Суда четыре категории преступлений: геноцид, военные преступления, агрессию и преступления против человечности. Последние определяются следующим образом:
любое из следующих деяний, которые совершаются в рамках широкомасштабного или систематического нападения на любых гражданских лиц, если такое нападение совершается сознательно:
а) убийство;
b) истребление;
с) порабощение;
d) депортация или насильственное перемещение населения;
е) заключение в тюрьму или другое жестокое лишение физической свободы в нарушение основополагающих норм международного права;
f) пытки;
g) изнасилование, обращение в сексуальное рабство, принуждение к проституции, принудительная беременность, принудительная стерилизация или любые другие формы сексуального насилия сопоставимой тяжести;
h) преследование любой идентифицируемой группы или общности по политическим, расовым, национальным, этническим, культурным, религиозным, гендерным, как это определяется в пункте 3, или другим мотивам, которые повсеместно признаны недопустимыми согласно международному праву, в связи с любыми деяниями, указанными в данном пункте, или любыми преступлениями, подпадающими под юрисдикцию Суда;
i) насильственное исчезновение людей;
j) преступление апартеида;
k) другие бесчеловечные деяния аналогичного характера, заключающиеся в умышленном причинении сильных страданий или серьёзных телесных повреждений или серьёзного ущерба психическому или физическому здоровью.

## Другие международные судебные органы
Резолюциями Совета безопасности ООН для рассмотрения случаев нарушения международного гуманитарного права были учреждены Международный трибунал по Руанде и Международный трибунал по бывшей Югославии. Устав каждого из этих трибуналов предусматривает юрисдикцию в том числе и по преступлениям против человечности.